# Comuna Lenina, Mala Vîska
Lenina (în ucraineană Леніна) este o comună în raionul Mala Vîska, regiunea Kirovohrad, Ucraina, formată din satele Kopankî, Lenina (reședința) și Polohivka.

## Demografie
Componența lingvistică a comunei Lenina
     Ucraineană (94,4%)
     Rusă (3,59%)
     Română (1,48%)
Conform recensământului din 2001, majoritatea populației comunei Lenina era vorbitoare de ucraineană (94,4%), existând în minoritate și vorbitori de rusă (3,59%) și română (1,48%).